# 孔斯贝格
孔斯贝格（挪威語：Kongsberg，發音：[ˈkɔ̂ŋːsbær(ɡ)] ⓘ，意为“皇山”），是挪威布斯克吕郡的市镇。市镇面积为792平方公里，2011年人口数量为25,090人。
1624年丹麦-挪威国王克里斯蒂安四世以Konings Bierg的名义建立的一个矿区。

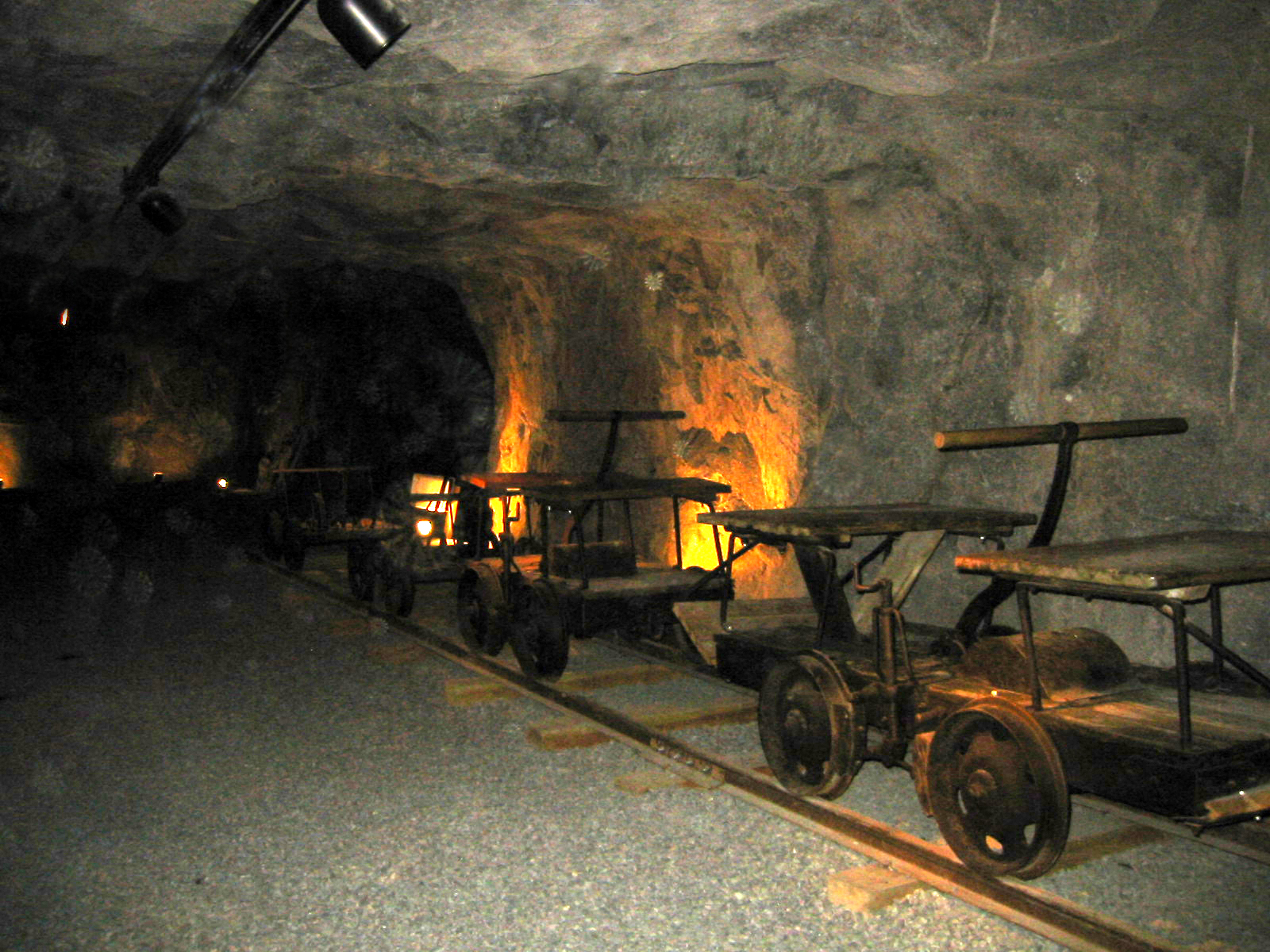
老礦區
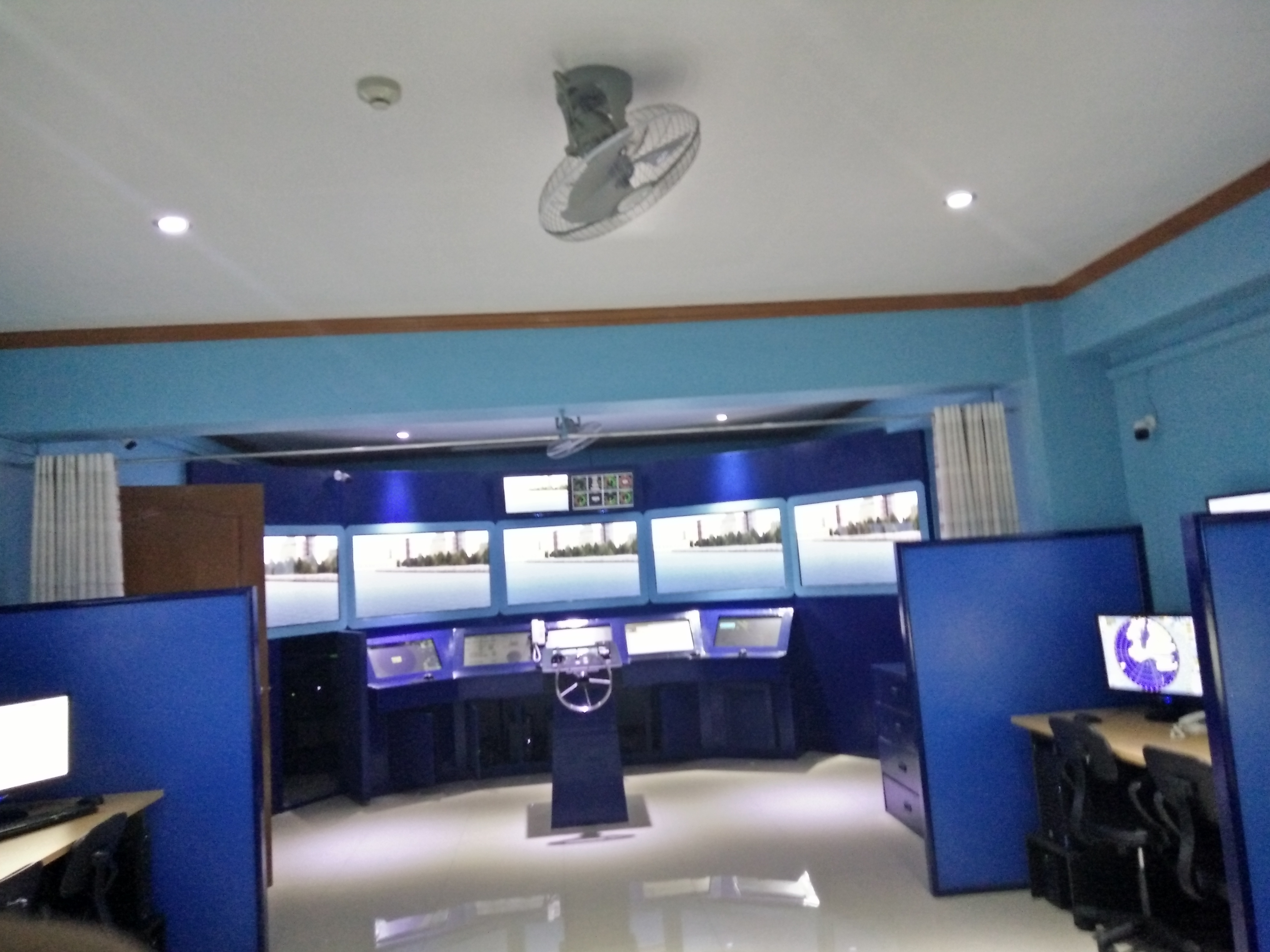
孔斯贝格港的領港人訓練模擬中心
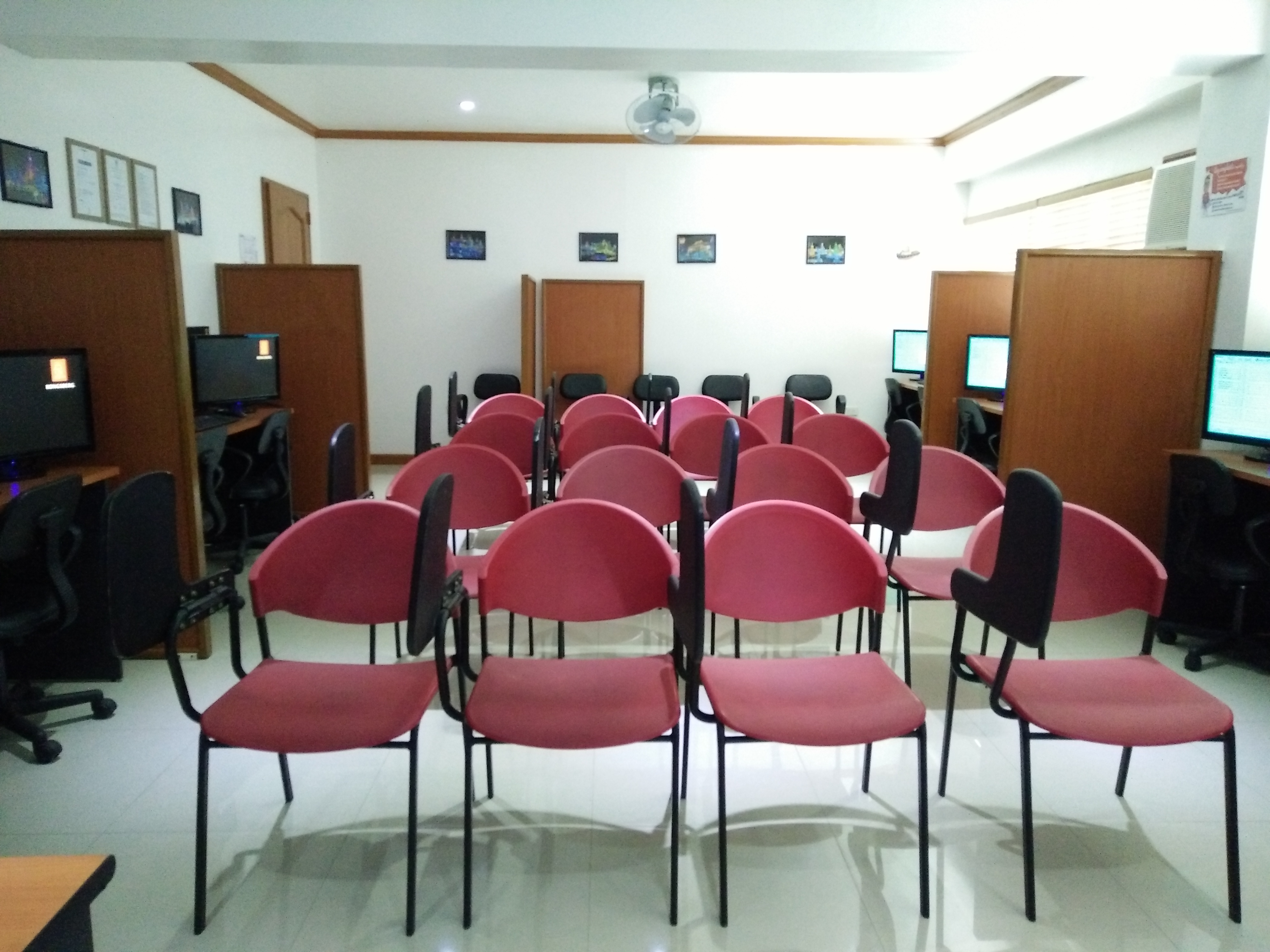
孔斯贝格港海事學院
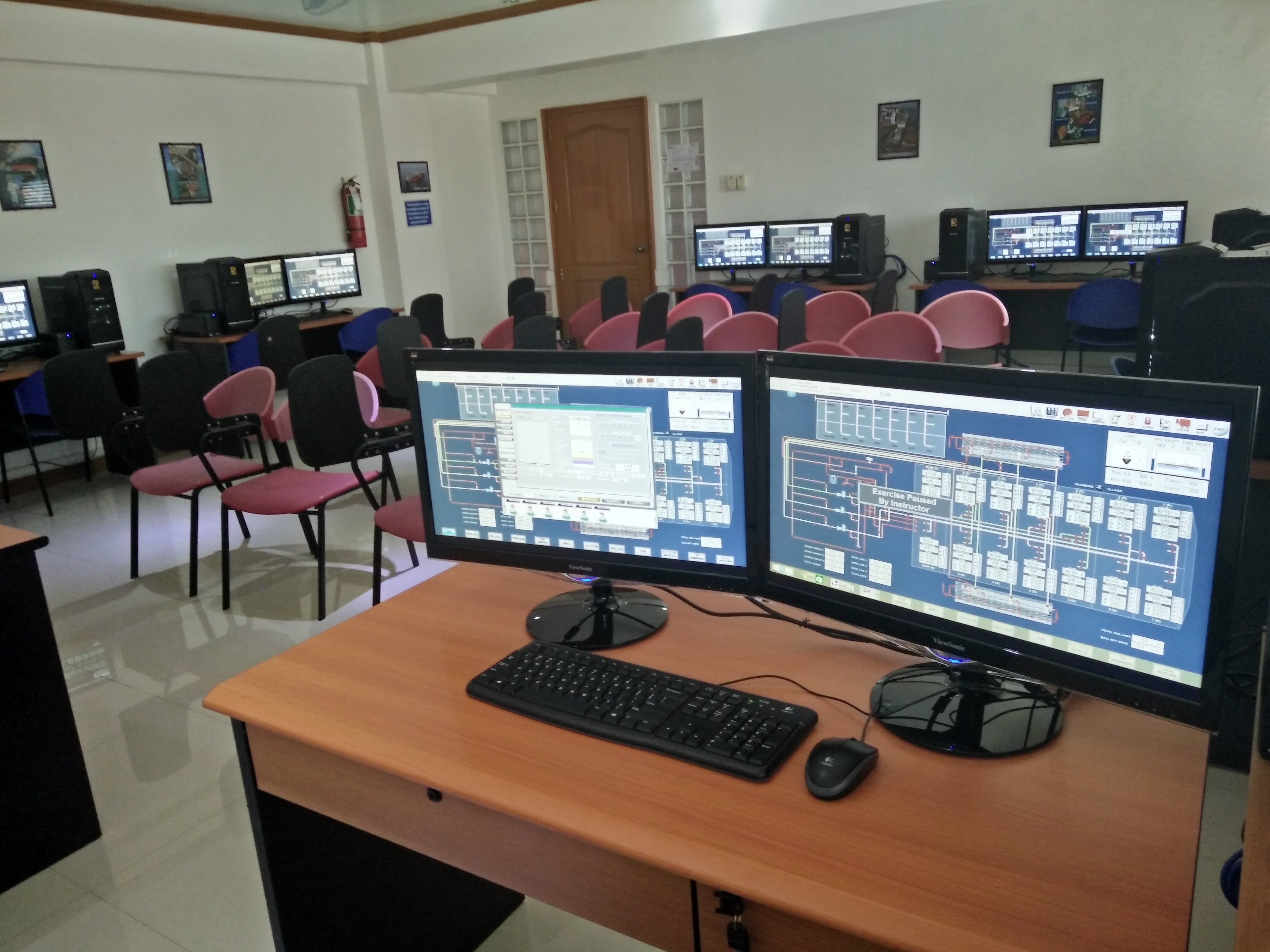
海事學院的數位引擎操作模擬教室

## 友好城市
- 日本千岁市
- 芬兰埃斯波
- 荷蘭豪达
- 瑞典克里斯蒂安斯塔德
- 丹麦克厄
- 美国Red Wing, Minnesota
- 冰島斯卡加菲厄泽

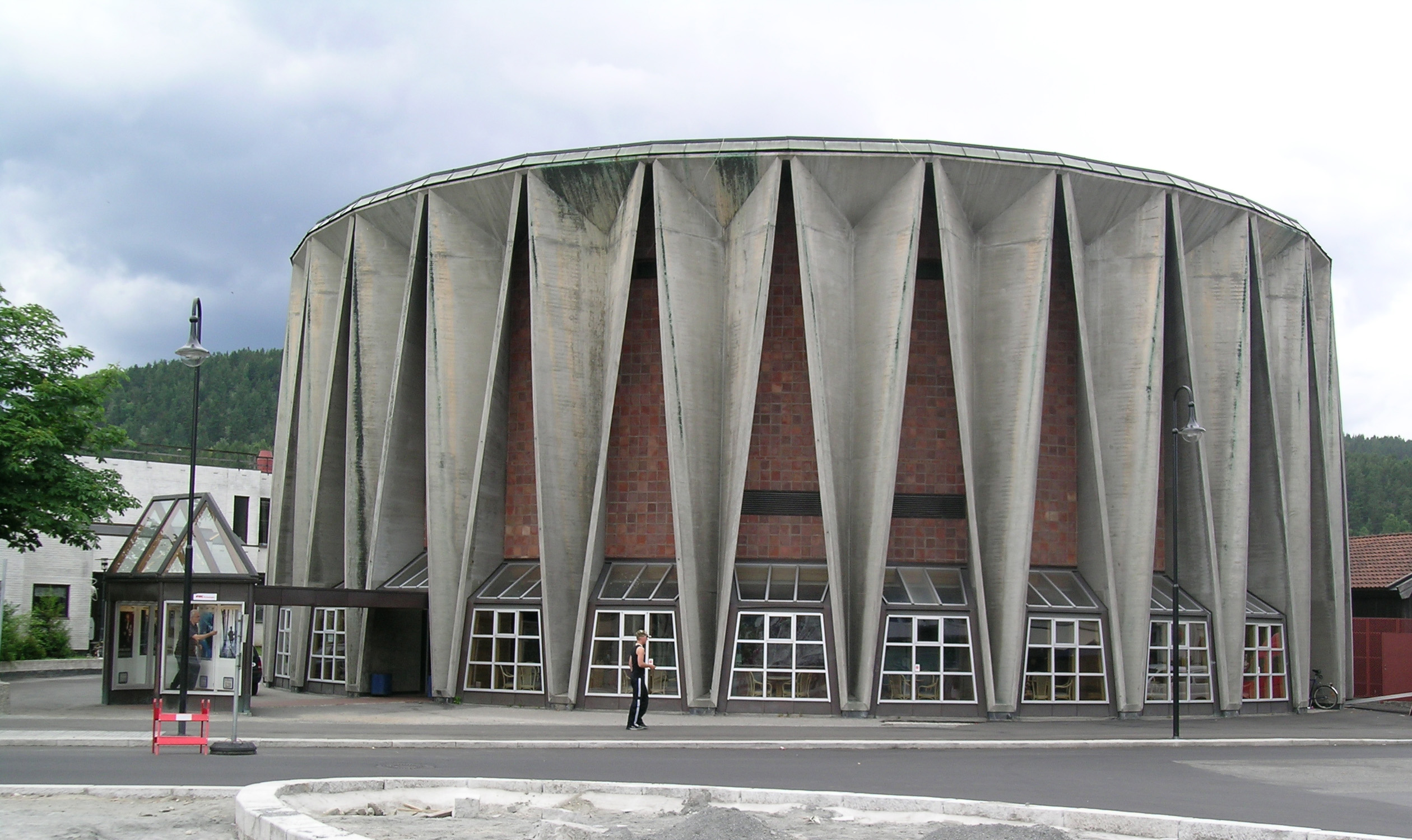
孔斯贝格电影院
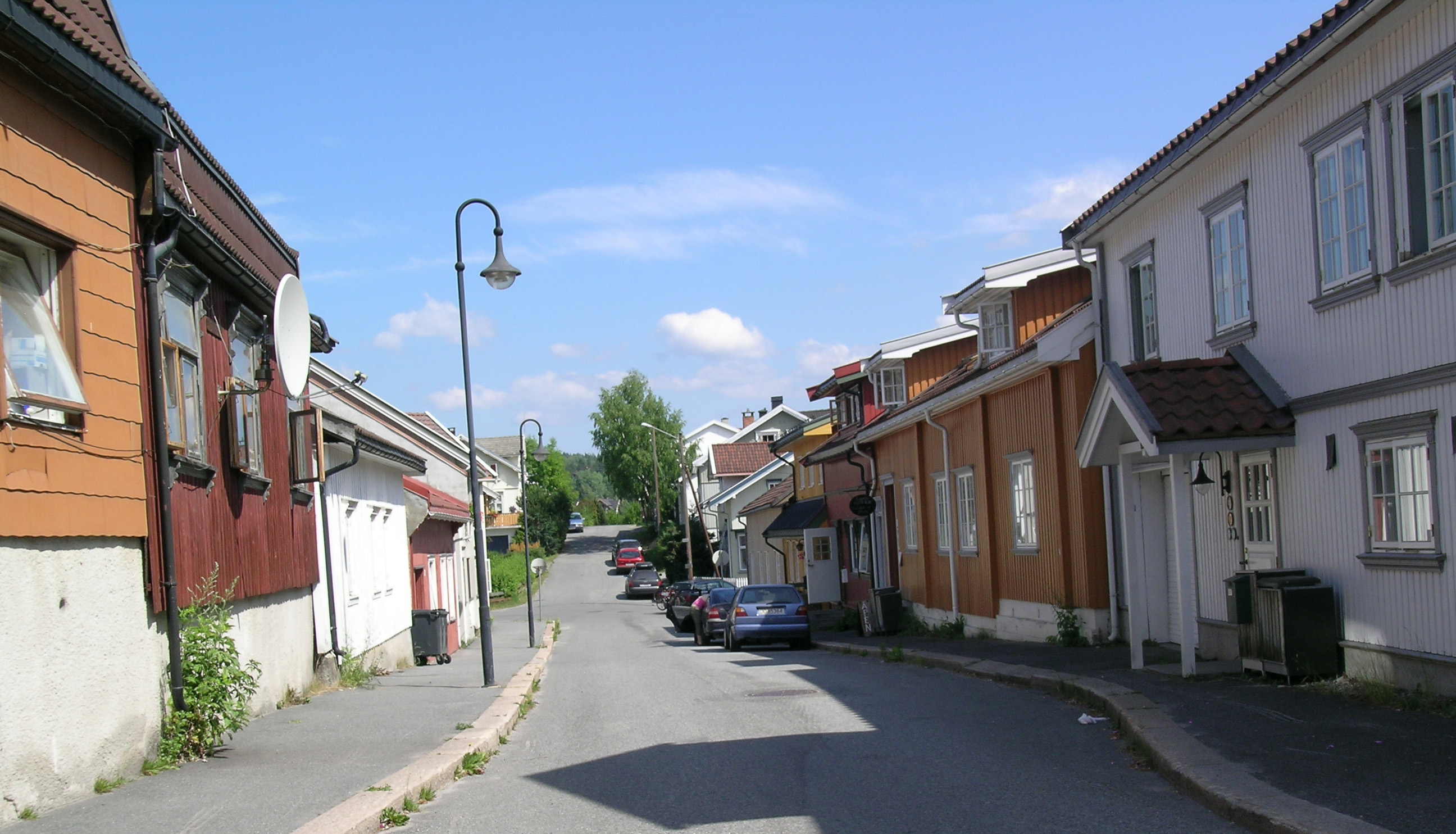
“磨坊街”
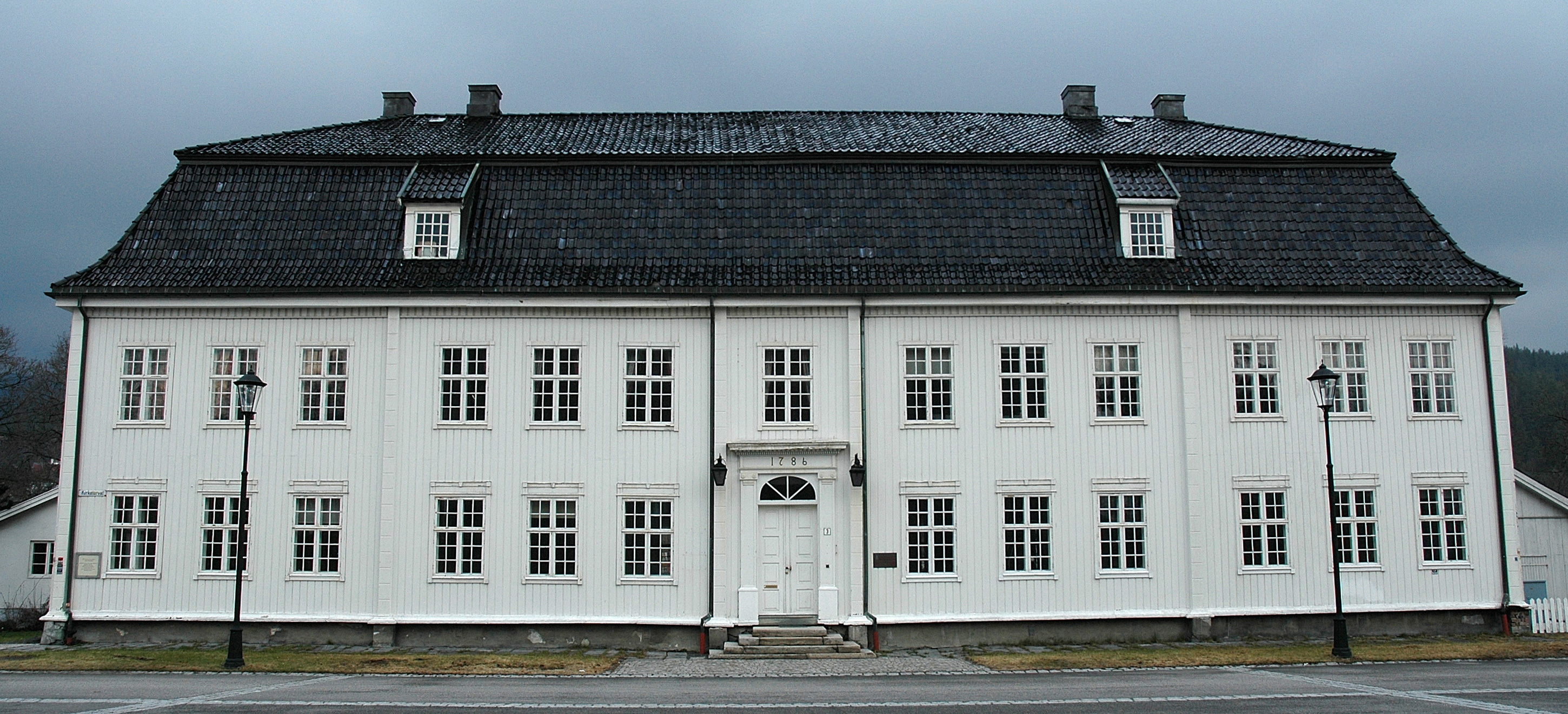
，挪威最古老的大学，建于1757年
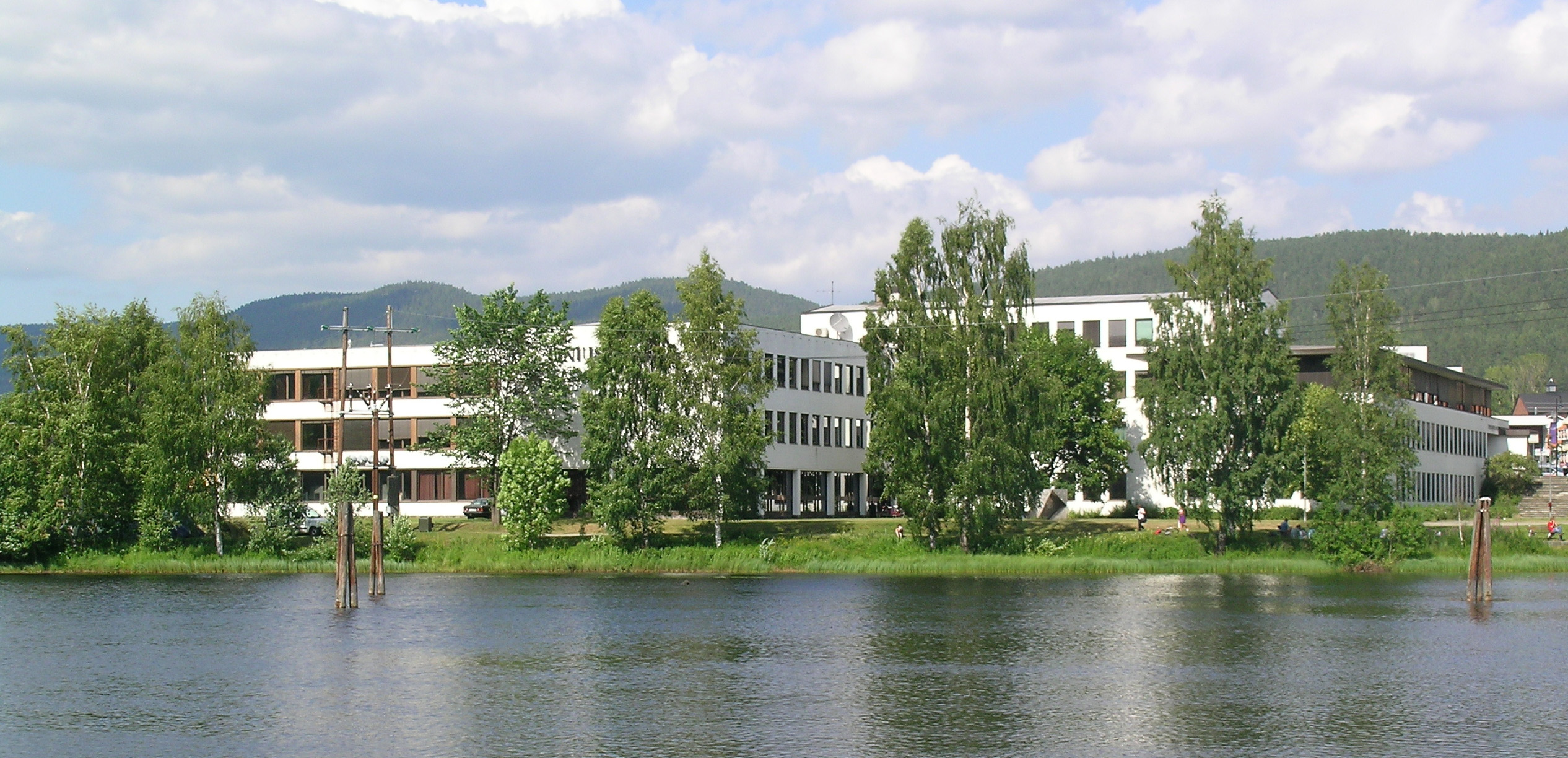
高中
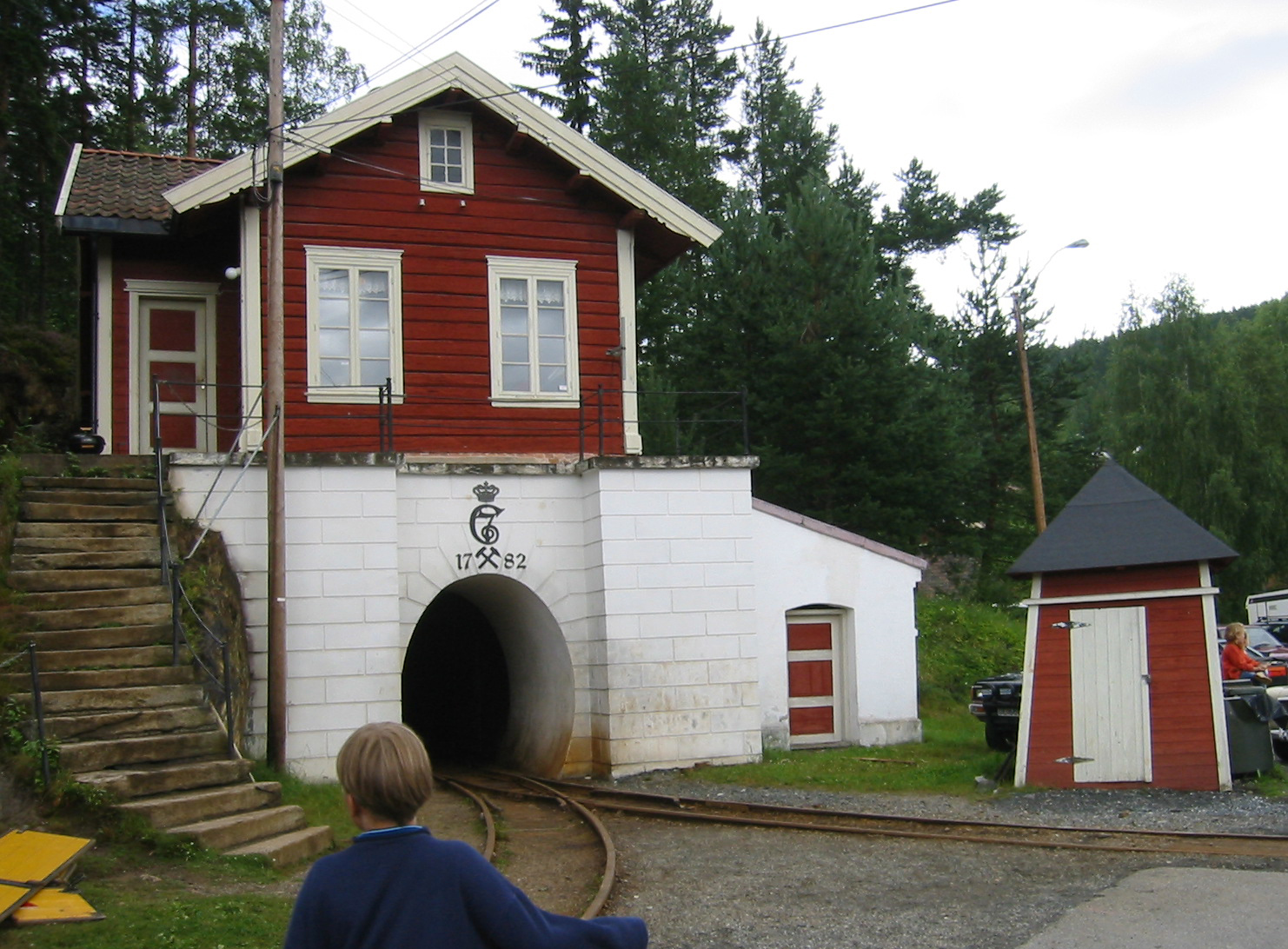
孔斯贝格“皇矿”入口